# Kristof Vandewalle

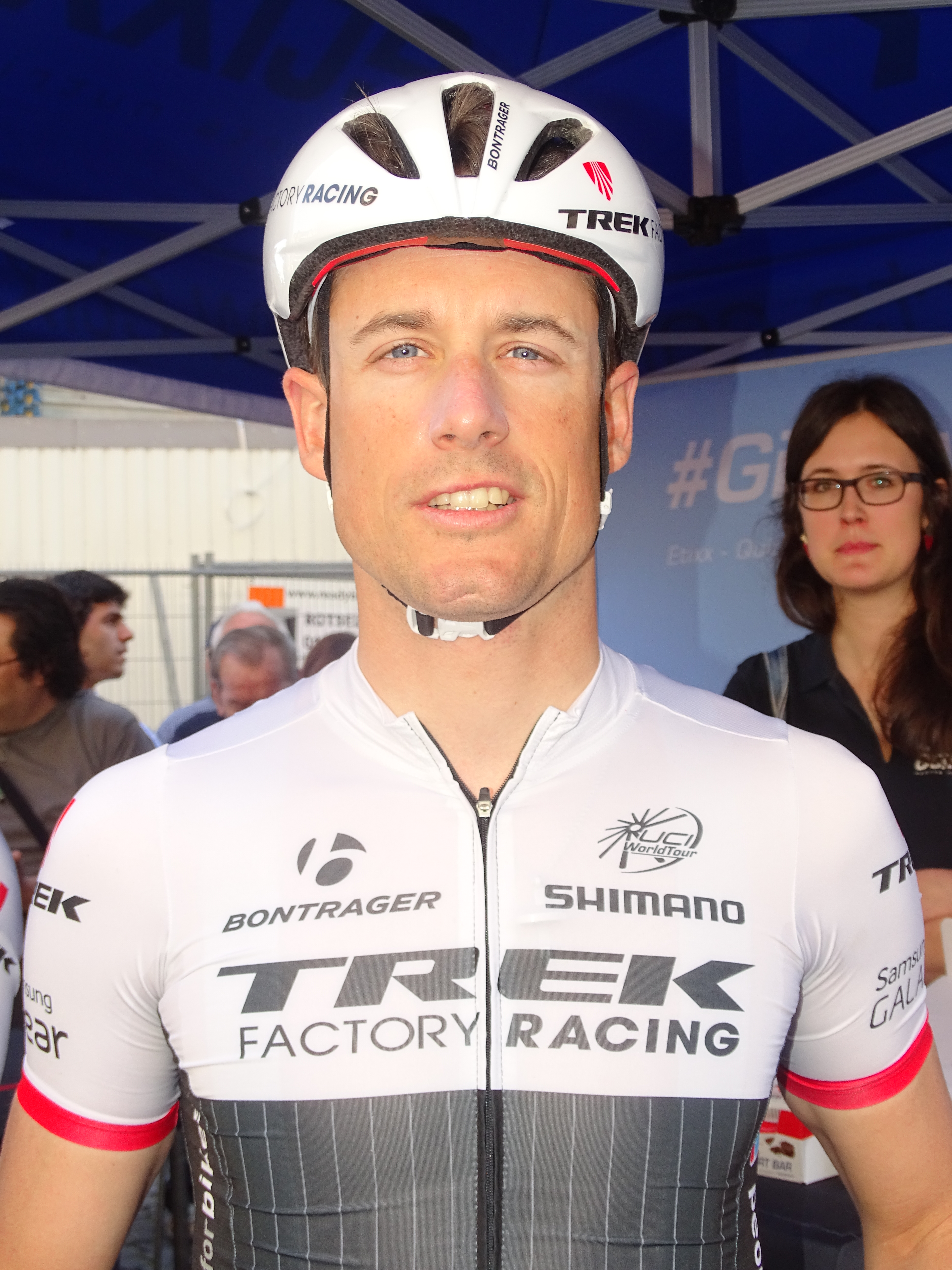
Kristof Vandewalle bei der Brabantse Pijl 2015.

Kristof Vandewalle (* 5. April 1985 in Kortrijk) ist ein ehemaliger belgischer Radrennfahrer.

## Werdegang
Kristof Vandewalle gewann 2001 das Juniorenrennen Gouden Fiets Eddy Merckx. 2003 gewann er zwei Etappen bei der Route de l’Avenir und konnte so auch die Gesamtwertung für sich entscheiden. In der Saison 2006 wurde er Erster der Gesamtwertung der Tweedaagse van de Gaverstreek. Bei der Tour de l’Avenir 2007 konnte Vandewalle die dritte Etappe für sich entscheiden.
2008 erhielt er einen Vertrag bei Topsport Vlaanderen-Mercator. Für dieses Team gewann er im Jahr 2010 den Großen Preis des Kanton Aargau. 2011 wechselte er zu Omega Pharma-Lotto. Bei der Vuelta a España 2011 wurde er auf der 17. Etappe nach Noja Zweiter hinter Francesco Gavazzi. 2012 wurde Vandewalle belgischer Meister im Einzelzeitfahren. Zudem gewann er den Weltmeistertitel mit der Mannschaft im Teamzeitfahren bei der WM 2012 in Valkenburg.
2013 holte er sich den Gesamtsieg bei den Drei Tagen von Westflandern. Dazu gewann im gleichen Rennen auch noch eine Etappe. Außerdem verteidigte er seinen Titel als belgischer Meister im Einzelzeitfahren und verteidigte ebenfalls den Titel im Teamzeitfahren in Florenz.
Zum Saisonende 2013 verließ er die Omega Pharma-Quickstep, wie sie mittlerweile hieß und wechselte zu Trek Factory Racing. Vandewalle gewann die Einzelzeitfahren bei der Polen-Rundfahrt und bei der Österreich-Rundfahrt. Er verteidigte wieder den Titel als belgischer Meister im Einzelzeitfahren. 2015 folgte noch ein Sieg im Mannschaftszeitfahren bei der Tour of Alberta in Kanada.
Ende 2015 erklärte er seinen Rücktritt vom Radsport.

## Erfolge
2007
- eine Etappe Tour de l’Avenir

2010
- Grosser Preis des Kantons Aargau

2012
- Mannschaftszeitfahren Tour de l’Ain
- Belgischer Meister – Einzelzeitfahren
- Weltmeister – Mannschaftszeitfahren

2013
- Gesamtwertung und eine Etappe Drei Tage von Westflandern
- Belgischer Meister – Einzelzeitfahren
- Weltmeister – Mannschaftszeitfahren

2014
- Belgischer Meister – Einzelzeitfahren
- eine Etappe Österreich-Rundfahrt
- eine Etappe Tour de Pologne

2015
- Mannschaftszeitfahren Tour of Alberta

## Teams
- 2008–2010 Topsport Vlaanderen
- 2011–2013 Quick Step / Omega Pharma
- 2014–2015 Trek Factory Racing